# 爱德华·波茨
爱德华·波茨（英語：Edward Potts，1881年7月12日—1944年9月15日），英国男子竞技体操运动员。他曾获得1912年夏季奥运会体操比赛男子团体全能铜牌。他也参加了1908年夏季奥运会。